# Naruto: Clash of Ninja
Naruto: Clash of Ninja (meglio nota in Giappone con il nome di Naruto: Gekitou Ninja Taisen) è una serie di videogiochi d'azione basata sull'anime e manga di Naruto di Masashi Kishimoto. Questi videogiochi sono stati prodotti per due console della Nintendo: Gamecube (4 titoli usciti) e Wii (7 titoli usciti).

## Modalità di gioco
In ogni titolo il giocatore controlla un personaggio che può scegliere all'inizio della partita. L'obiettivo finale di ogni battaglia è quello di far diminuire fino a zero la barra della vita mandando a tappeto l'avversario con tecniche e combo.

## Gamecube

### Naruto: Clash of Ninja
Naruto: Clash of Ninja (uscito in Giappone con il nome di Naruto: Gekitou Ninja Taisen) è stato il primo videogioco su Naruto uscito su Gamecube ed è anche il primo titolo che sfrutta un motore grafico 3-D con un'ottima gestione del cel-shading arricchite da texture in 2-D.
Per ogni modalità di gioco sono presenti 11 personaggi in totale di cui 3 nascosti, sbloccabili in seguito. La modalità con più interattività da parte del giocatore è quella denominata "Storia".
Premendo il tasto X si può attaccare con la "Super Mossa", la presa di ogni singolo personaggio è rappresentata dal tasto Y, per schivare un colpo si può premere L o R.

#### Personaggi
- Naruto Uzumaki
- Naruto a 9 code
- Sasuke Uchiha
- Sakura Haruno
- Kakashi Hatake
- Kakashi Sharingan
- Rock Lee (sbloccabile)
- Iruka Umino
- Zabuza Momochi
- Haku

### Naruto: Clash of Ninja 2
Naruto: Clash of Ninja 2 (uscito in Giappone con il nome di Naruto: Gekitou Ninja Taisen 2 e conosciuto in Europa come Naruto: Clash of Ninja European Version).
In questo capitolo furono migliorati le varie modalità giocatori, aggiunti nuove tecniche, abilità e personaggi. Per la prima volta furono messi a disposizione fin dall'inizio i personaggi classici (Naruto, Sasuke ed Sakura) in più furono aggiunte delle "evoluzioni" come quella della Volpe a Nove Code di Naruto e lo Sharingan di Sasuke. I personaggi sbloccabili erano: Kankuro, Haku, Iruka, Akamaru (cane di Kiba) e molti altri.
I comandi furono pressoché invariati e fu introdotto il combattimento cooperativo dove il giocatore poteva controllare, oltre a se stesso, anche il compagno di squadra.

#### Personaggi
- Naruto Uzumaki
- Naruto a 9 code
- Sasuke Uchiha
- Sasuke Sharingan
- Sakura Haruno
- Kakashi Hatake
- Kakashi Sharingan
- Rock Lee
- Neji Hyuga
- Gai Maito
- Shikamaru Nara
- Ino Yamanaka
- Kiba Inuzuka
- Akamaru (sbloccabile)
- Hinata Hyuga (sbloccabile)
- Gaara (sbloccabile)
- Kankuro (sbloccabile)
- Crow (sbloccabile)
- Orochimaru
- Iruka Umino
- Mizuki
- Zabuza Momochi
- Haku
- Asuma Sarutobi

### Naruto: Gekitou Ninja Taisen 3
Naruto: Gekitou Ninja Taisen 3 è il terzo capitolo per Gamecube della serie "Gekitou Ninja Taisen" prodotto e distribuito nell'anno 2004 dalla Takara Tomy per Nintendo.
In questo capitolo vennero applicate migliorie grafiche, grazie anche all'inserimento di nuovi effetti luce. Le uniche innovazioni mai trovate nei precedenti videogiochi furono il combattimento 3 contro 3 e le aggiunte dei ryō guadagnabili effettuando missioni o specifiche azioni nella modalità Avventura.

### Naruto: Gekitou Ninja Taisen 4
Naruto: Gekitou Ninja Taisen 4 è l'ultimo capitolo per Gamecube. È stato prodotto tra il 2005 e il 2006 e sempre distribuito dalla Takara Tomy.
In questo capitolo non fu presente nessuna innovazione nelle tattiche di gioco, nelle ambientazioni o nelle armi disponibili; nonostante ciò  i personaggi furono aumentati notevolmente e copre gli eventi dell'arco sulla ricerca di Sasuke Uchiha. Il gioco rimuove la funzione negozio e si concentra sul rispetto di determinati criteri nella nuova modalità Missione per sbloccare contenuti, essa mette il giocatore contro avversari sempre più forti in circostanze specifiche e con diversi metodi di vittoria per completare ogni missione. Inoltre è stato inserito la modalità Three-Man Squad in cui è possibile selezionare 3 personaggi per combattere 3 avversari.

## Wii

### Naruto Shippūden: Gekitou Ninja Taisen! EX
Naruto Shippūden: Gekitou Ninja Taisen! EX è stato il primo videogioco su Naruto uscito per la piattaforma Wii della Nintendo il 22 febbraio 2007 solo in Giappone. Per questo gioco venne utilizzato principalmente il Wii Remote per utilizzare armi e mosse. Questo capitolo inoltre fu incentrato sulla nuova serie Naruto Shippuden ambientato al soccorso di Gaara.  Il gioco sostituisce il cast di personaggi dei giochi precedenti con un nuovo set basato specificamente sulla serie Shippuden.

### Naruto: Clash of Ninja Revolution
Naruto: Clash of Ninja Revolution è stato il primo videogioco della serie Clash of Ninja distribuito solo ed esclusivamente nel Nord America per Nintendo Wii e completamente in inglese il 23 ottobre 2007. Questo videogioco raggruppa insieme i precedenti titoli e tutte le loro caratteristiche: Gekitou Ninja Taisen 3 (di cui ne è la conversione migliorata), Gekitou Ninja Taisen 4, Gekitou Ninja Taisen EX (che utilizza lo stesso motore del gioco) mai usciti in lingua inglese e nello specifico per il mercato statunitense. Nonostante il titolo fosse inizialmente un'esclusiva per il Nord America era stato annunciato recentemente la distribuzione anche nel vecchio continente con il nome di Naruto: Clash of Ninja Revolution European Version avvenuta il 28 marzo 2008.

### Naruto Shippūden: Gekitou Ninja Taisen! EX 2
Naruto Shippūden: Gekitou Ninja Taisen! EX 2 è il secondo gioco della serie Gekitou Ninja Taisen uscito solo in Giappone il 29 novembre 2007, per Nintendo Wii. È un'evoluzione di Naruto: Clash of Ninja Shippuden EX, ma ci sono molti più personaggi tutti ovviamente della 2ª serie: Sai, Yamato, Asuma Sarutobi, Sasori nella sua vera forma e soprattutto il ritorno di Sasuke da grande ed è presente anche Sasuke della 1ª serie insieme a Naruto. Questo gioco copre l'arco narrativo dal soccorso del Kazekage fino all'arco di ricognizione del ponte Tenchi. Inoltre sono incluse due nuove funzionalità: le "Zone di pericolo" sui livelli che possono ferire il personaggio del giocatore quando incontrati (ad esempio, punte sulle pareti della scogliera); la seconda caratteristica inclusa è un nuovo meccanismo di sigillo a mano, che può essere utilizzato dal giocatore per aumentare il potere di attacco o il chakra del proprio personaggio e, per alcuni, una trasformazione nel gioco.

### Naruto: Clash of Ninja Revolution 2

Kagura il nuovo personaggio esclusivo del videogame

Naruto: Clash of Ninja Revolution 2 è il secondo capitolo della serie Revolution uscito prima negli USA il 21 ottobre 2008 e poi in Europa il 13 febbraio 2009 con il titolo di Naruto: Clash of Ninja Revolution 2 European Version per Nintendo Wii. Presenta un'innovazione al sistema di controllo, e più personaggi tra cui nuovi come Yugao, Baki, Kurenai e quattro inediti ovvero Towa e Komachi (due ninja Anbu), Bando e Kagura (che sono gli antagonisti). Come tradizione della serie sono presenti la modalità Storia, ambientata dopo che Sasuke ha lasciato il villaggio, la modalità Scontro, singolo, a coppie o tag, Time Attack, Score Attack e Missioni. Sono disponibili tutti gli schemi di controllo dell'originale e il gioco presenta una modalità di battaglia a squadre rielaborata, sebbene il gioco online sia stato escluso a favore del bilanciamento dei personaggi e del perfezionamento della modalità storia del gioco, inoltre è stato introdotto  il meccanismo del sigillo a mano di Naruto Shippūden: Gekitō Ninja Taisen EX 2, che i personaggi possono utilizzare per ottenere chakra o aumentare temporaneamente il loro potere di attacco.

### Naruto Shippūden: Gekitou Ninja Taisen! EX 3
Naruto Shippūden: Gekitou Ninja Taisen! EX 3 è il terzo capitolo della serie Gekitou Ninja Taisen pubblicato il 27 novembre 2008 solo in Giappone. Questo gioco include la trama originale della serie Shippuden e l'inizio dell'arco narrativo di Hidan e Kakuzu. Sono state aggiunte: una nuova modalità chiamata "Modalità Hurricane Clash", in cui i giocatori affrontano orde di ninja in livelli basati sulle posizioni della serie, poi un'altra funzionalità, chiamata "Senzai Ninriki", in cui i giocatori ottengono un nuovo potere quando raggiungono la modalità critica e non manca ovviamente la modalità tag team.

### Naruto Shippuden: Clash of Ninja Revolution 3
Naruto Shippuden: Clash of Ninja Revolution 3 (noto anche come Naruto Shippuden Clash of Ninja Revolution III) è uscito prima negli USA il 17 novembre 2009 e poi in Europa il 9 aprile 2010 esclusivamente per Wii, conta un totale di 40 personaggi giocabili (la maggior parte non disponibili dall'inizio); oltre a quelli elencati qui sotto per la versione EX 2, compresi anche quelli del precedente gioco Clash of Ninja Revolution 2, sono presenti: Kurenai, Anko, Yugao, Towa, Komachi, Bando, Kagura, Baki, Chiyo, Hiruko, Hidan e Kakuzu. Come dal titolo il gioco è ambientato nella seconda serie dell'anime di Naruto: "Shippuden". La modalità storia, che segue la trama fino al soccorso di Gaara, è formata da combattimenti intermezzati da video; il gameplay è rimasto molto simile a quello dei precedenti episodi. La versione europea presenta un ribilanciamento minore dei personaggi e anche il doppiaggio giapponese nella sfida e nella scelta dei personaggi, tranne il menu principale e i filmati della modalità Storia che rimangono in lingua inglese. Rimangono gli incontri a 4 giocatori contemporaneamente e quelli tag (2 contro 2 con i cambi) oltre alla modalità missioni. I sistemi di controllo utilizzabili sono 4: WiiMote (tenuto orizzontalmente), WiiMote+Nunchuck, Classic Controller e GameCube Controller. I sensori del WiiMote (che vengono usati solo nella combinazione WiiMote+Nunchuck) si limitano a pochi movimenti utili per potenziare le mosse mentre esse vengono effettuate. Il gioco presenta una novità, una modalità online (per 2 giocatori, non 4 come per l'offline) senza la restrizione dei "codici amico", è inoltre possibile aggiungere in una apposita lista (senza alcun codice) la persona con cui si ha combattuto. Questo gioco rappresenta l'ultima della serie Revolution.

### Naruto Shippūden: Gekitou Ninja Taisen! Special
Naruto Shippūden: Gekitou Ninja Taisen! Special rappresenta sia il quarto sia il capitolo finale della serie Gekitou Ninja Taisen uscito esclusivamente in Giappone il 2 dicembre 2010 per Nintendo Wii. Questo gioco presenta un elenco di personaggi aggiornato tra cui nuovi come Naruto in forma eremita, Sasuke (Sharingan Ipnotico), Ay (Quarto Raikage), Killer Bee, Minato Namizake (Quarto Hokage) e il ritorno di Ino. Inoltre sono presenti tecniche, una barra di sostituzione, il gioco online e la nuova modalità storia chiamata GNT Road, nel gioco è possibile selezionare i personaggi da completare la missione per sbloccare tutti gli altri.

## Personaggi utilizzabili
Questo è un elenco dei personaggi utilizzabili per i vari capitoli di "Gekitou Ninja Taisen" e "Clash of Ninja".
| Personaggi                        | 1  | 2  | 3  | 4  | EX | Revolution | EX 2 | Revolution 2 | EX 3 | Revolution 3 | Special |
| --------------------------------- | -- | -- | -- | -- | -- | ---------- | ---- | ------------ | ---- | ------------ | ------- |
| Naruto Uzumaki                    | Si | Si | Si | Si | Si | Si         | Si   | Si           | Si   | Si           | Si      |
| Demone Volpe (Naruto)             | Si | Si | Si | Si | No | Si         | Si   | Si           | Si   | No           | No      |
| Volpe a nove code 1 coda (Naruto) | No | No | No | Si | Si | No         | No   | Si           | No   | Si           | No      |
| Naruto Eremita                    | No | No | No | No | No | No         | No   | No           | No   | No           | Si      |
| Sasuke Uchiha                     | Si | Si | Si | Si | No | Si         | Si   | Si           | Si   | Si           | Si      |
| Sasuke Sharingan                  | No | Si | Si | Si | No | Si         | Si   | Si           | Si   | Si           | Si      |
| Sasuke Segno maledetto lv.2       | No | No | No | Si | No | No         | No   | Si           | No   | No           | No      |
| Sasuke (Sharingan Ipnotico)       | No | No | No | No | No | No         | No   | No           | No   | No           | Si      |
| Sakura Haruno                     | Si | Si | Si | Si | Si | Si         | Si   | Si           | Si   | Si           | Si      |
| Kakashi Hatake                    | Si | Si | Si | Si | Si | Si         | Si   | Si           | Si   | Si           | Si      |
| Kakashi Sharingan                 | Si | Si | Si | Si | Si | Si         | Si   | Si           | Si   | Si           | Si      |
| Kakashi (Anbu)                    | No | No | No | No | No | No         | No   | No           | No   | Si           | Si      |
| Rock Lee                          | Si | Si | Si | Si | Si | Si         | Si   | Si           | Si   | Si           | Si      |
| Neji Hyuga                        | No | Si | Si | Si | Si | Si         | Si   | Si           | Si   | Si           | Si      |
| Tenten                            | No | No | Si | Si | Si | Si         | Si   | Si           | Si   | Si           | Si      |
| Gai Maito                         | No | Si | Si | Si | Si | Si         | Si   | Si           | Si   | Si           | Si      |
| Choji Akimichi                    | No | No | No | Si | No | No         | Si   | Si           | Si   | Si           | Si      |
| Shikamaru Nara                    | No | Si | Si | Si | No | Si         | Si   | Si           | Si   | Si           | Si      |
| Ino Yamanaka                      | No | Si | Si | Si | No | Si         | No   | Si           | No   | No           | Si      |
| Kiba Inuzuka                      | No | Si | Si | Si | No | No         | Si   | Si           | Si   | Si           | Si      |
| Akamaru                           | No | Si | Si | Si | No | No         | No   | No           | No   | No           | No      |
| Shino Aburame                     | No | No | Si | Si | No | Si         | Si   | Si           | Si   | Si           | Si      |
| Hinata Hyuga                      | No | Si | Si | Si | No | Si         | Si   | Si           | Si   | Si           | Si      |
| Hinata Hyuga risvegliata          | No | No | No | Si | No | No         | No   | Si           | No   | Si           | Si      |
| Gaara                             | No | Si | Si | Si | Si | Si         | Si   | Si           | Si   | Si           | Si      |
| Kankuro                           | No | Si | Si | Si | Si | Si         | Si   | Si           | Si   | Si           | Si      |
| Karasu                            | No | Si | Si | Si | No | No         | No   | No           | No   | No           | No      |
| Temari                            | No | No | Si | Si | Si | Si         | Si   | Si           | Si   | Si           | Si      |
| Vecchia Chiyo                     | No | No | No | No | No | No         | No   | No           | No   | Si           | Si      |
| Jiraiya                           | No | No | Si | Si | No | Si         | Si   | Si           | Si   | Si           | Si      |
| Orochimaru                        | No | Si | Si | Si | No | Si         | Si   | Si           | Si   | Si           | Si      |
| Quinto Hokage (Tsunade)           | No | No | Si | Si | No | Si         | Si   | Si           | Si   | Si           | Si      |
| Quarto Hokage (Minato Namizake)   | No | No | No | No | No | No         | No   | No           | No   | No           | Si      |
| Terzo Hokage (Hiruzen Sarutobi)   | No | No | Si | Si | No | No         | No   | No           | No   | No           | No      |
| Iruka Umino                       | Si | Si | Si | Si | No | No         | No   | No           | No   | No           | No      |
| Mizuki                            | No | Si | Si | Si | No | No         | No   | No           | No   | No           | No      |
| Anko Mitarashi                    | No | No | Si | Si | No | No         | No   | Si           | No   | Si           | Si      |
| Zabuza Momochi                    | Si | Si | Si | Si | No | No         | No   | No           | No   | No           | No      |
| Haku                              | Si | Si | Si | Si | No | No         | No   | No           | No   | No           | No      |
| Itachi Uchiha                     | No | No | Si | Si | Si | Si         | Si   | Si           | Si   | Si           | Si      |
| Kisame Hoshigaki                  | No | No | No | Si | Si | Si         | Si   | Si           | Si   | Si           | Si      |
| Sasori                            | No | No | No | No | No | No         | Si   | No           | Si   | Si           | Si      |
| Sasori (Forma Hiruko)             | No | No | No | No | Si | No         | Si   | No           | Si   | Si           | Si      |
| Deidara                           | No | No | No | No | Si | No         | Si   | No           | Si   | Si           | Si      |
| Jirobo                            | No | No | No | Si | No | No         | No   | No           | No   | No           | No      |
| Kidomaru                          | No | No | No | Si | No | No         | No   | No           | No   | No           | No      |
| Sakon / Ukon                      | No | No | No | Si | No | No         | No   | No           | No   | No           | No      |
| Tayuya                            | No | No | No | Si | No | No         | No   | No           | No   | No           | No      |
| Kimimaro Kaguya                   | No | No | No | Si | No | No         | No   | No           | No   | No           | No      |
| Kabuto Yakushi                    | No | No | No | Si | No | No         | Si   | Si           | Si   | Si           | Si      |
| Sai                               | No | No | No | No | No | No         | Si   | No           | Si   | Si           | Si      |
| Yamato                            | No | No | No | No | No | No         | Si   | No           | Si   | Si           | Si      |
| Asuma Sarutobi                    | No | No | No | No | No | No         | Si   | Si           | Si   | Si           | Si      |
| Kurenai Yuhi                      | No | No | No | No | No | No         | No   | Si           | Si   | Si           | Si      |
| Baki                              | No | No | No | No | No | No         | No   | Si           | Si   | Si           | Si      |
| Yugao                             | No | No | No | No | No | No         | No   | Si           | Si   | Si           | Si      |
| Towa                              | No | No | No | No | No | No         | No   | Si           | No   | Si           | No      |
| Komachi                           | No | No | No | No | No | No         | No   | Si           | No   | Si           | No      |
| Bando                             | No | No | No | No | No | No         | No   | Si           | No   | Si           | No      |
| Kagura                            | No | No | No | No | No | No         | No   | Si           | No   | Si           | No      |
| Killer Bee                        | No | No | No | No | No | No         | No   | No           | No   | No           | Si      |
| Quarto Raikage Ay                 | No | No | No | No | No | No         | No   | No           | No   | No           | Si      |